# 杰克·哈特菲尔德
杰克·哈特菲尔德（英語：Jack Hatfield，1893年8月15日—1965年3月30日），英国男子游泳、水球运动员。他曾代表英国参加1912年、1920年、1924年和1928年夏季奥林匹克运动会，获得二枚银牌和一枚铜牌。